# Discographie de Luv'
Cette page détaille la discographie et la vidéographie du groupe néerlandais de pop Luv'.

## Discographie

### Singles
- My Man (Philips, 1977)
- Dream, Dream (Philips, 1977)
- U.O.Me (You Owe Me) (Philips, 1978)
- You're the Greatest Lover (Philips, 1978)
- Trojan Horse (Philips, 1978)
- Casanova (Philips, 1979)
- Eeny Meeny Miny Moe (Philips, 1979)
- Who Do You Wanna Be (Philips, 1979)
- Ooh, Yes I Do (Carrere, 1979)
- Ann-Maria (Carrere, 1980)
- One More Little Kissy (Carrere, 1980)
- My Number One (Carrere, 1980)
- Tingalingaling (Carrere, 1981)
- Welcome to My Party (Dureco/High Fashion Records, 1989)
- 4 Golden Hits (Philips, 1989)
- You're The Greatest Lover (mini CD, Philips Germany, 1989)
- Luv' Hitpack (Mercury, 1989)
- STAR MAKER signé All Stars (Luv´ and other Dutch celebrities) (Dureco, 1989)
- I Don't Wanna Be Lonely (High Fashion Records/Dureco, 1989)
- Hasta Manana (RCA, 1990)
- Hit Medley (RCA, 1990)
- Jungle Jive (RCA, 1991)
- The Last Song (RCA, 1991)
- He's My Guy (RCA, 1991)
- This Old Heart of Mine (JAM, 1992)
- Megamix '93 (Arcade, 1993)
- LUV Dance-Medley (Ultrapop/Edel Company Germany, 1993)
- With Him Tonight (digital single, Pure Golden Records, 2019)
- Trojan Horse (Kav Verhouzer Remix) (digital single, Cloud 9 Music, 2022)

### Albums studio
- With Luv' (Philips, 1978)
- Lots of Luv' (Philips, 1979)
- True Luv' (Carrere, 1979)
- Forever yours (Carrere, 1980)
- For You (Dureco/High Fashion Records, 1989)
- Sincerely Yours (RCA, 1991. Réédition sur les plates-formes digitales en 2021)
- All You Need Is Luv' (Roman Disc, 1994. Réédition sur les plates-formes digitales en 2021)
- One More Night (Ré-édition de All You Need Is Luv'/ Pink, 1995)
- Completely In Luv' (coffret regroupant en édition remasterisée les albums With Luv', Lots Of Luv', True Luv' et Forever Yours avec des bonus et des remixes / Universal Music, 2006)

### Compilations
- 3X3 = Disco (Luv' interprète un medley de chansons pour enfants en néerlandais, Philips, 1977)
- Greatest hits (Philips, 1979)
- With Love From Luv' (Carrere Germany, 1980)
- Greatest hits Babe/Luv'' (Philips, 1981)
- Goodbye Luv' (Carrere, 1981)
- Original Top-Hits (Europa (Germany), 1981)
- Motive (Philips Germany, 1981)
- Greatest Hits (Mercury, 1989)
- Megamix (Arcade, 1992)
- Luv' Gold (Arcade, 1993)
- My Number One (Digimode, 1995)
- You´re the Greatest Lover (Rotation/PolyGram, 1998)
- You´re the Greatest LUVer (Mercury/PolyGram Germany, 1998)
- The Universal Master Collection: LUV' (Mercury/Universal Music, 2002)
- Hollands Glorie: LUV' (CNR, 2002)
- 25 Jaar Na Waldolala (Universal Music, 2003)
- Het Mooiste Van Luv' (Universal Music, 2006)
- Best of LUV (Flex Media, Germany, 2007)
- Best of LUV (2010 edition) (Weltbild, Germany, 2010)
- The Best of LUV (Cloud 9 Music, disponible sur iTunes, 2012)
- The Best of Luv' (Polydor/Universal Strategic Marketing, Germany, 2014)
- The Music of Luv' (Universal Music, édition limitée en supplément du livre "The Story of Luv", 2015)
- Luv': Favorieten Expres (Universal Music, 2018)

## Vidéographie
- Back In Luv' (DVD Princess Entertainment, 2006)
- Toppers In Concert 2006 (inclus Luv' Medley, EMI, 2006)